# Балыклинский сельсовет
Балыклинский сельсовет — муниципальное образование в Фёдоровском районе Башкортостана.
Согласно Закону о границах, статусе и административных центрах муниципальных образований в Республике Башкортостан имеет статус сельского поселения.

## Население
| 2002 | 2009  | 2010  | 2012 | 2013 | 2014 | 2015 |
| ---- | ----- | ----- | ---- | ---- | ---- | ---- |
| 1149 | →1149 | ↘1016 | ↘990 | ↘949 | ↗954 | ↘896 |
| 2016 | 2017  | 2018  |      |      |      |      |
| ↘880 | ↘842  | ↘827  |      |      |      |      |

## Состав сельского поселения
| № | Населённый пункт | Тип населённого пункта       | Население |
| - | ---------------- | ---------------------------- | --------- |
| 1 | Атяшево          | село                         | ↘290      |
| 2 | Балыклы          | село, административный центр | ↘677      |
| 3 | Ивановка         | деревня                      | ↘11       |
| 4 | Петровка         | деревня                      | ↘32       |
| 5 | Полыновка        | деревня                      | ↘6        |

## История
В 2008 году произошло объединение Бала-Четырманского и Новиковского сельсовета с сохранением наименования «Бала-Четырманский».
Закон Республики Башкортостан от 19.11.2008 N 49-з «Об изменениях в административно-территориальном устройстве Республики Башкортостан в связи с объединением отдельных сельсоветов и передачей населённых пунктов», ст.1 гласил:

 "Внести следующие изменения в административно-территориальное устройство Республики Башкортостан:
 б) объединить Бала-Четырманский и Новиковский сельсоветы с сохранением наименования «Бала-Четырманский» с административным центром в селе Бала-Четырман.
Включить сёла Новояушево, Сергеевка, деревню Новософиевка Новиковского сельсовета в состав Бала-Четырманского сельсовета.

Утвердить границы Бала-Четырманского сельсовета согласно представленной схематической карте.

Исключить из учётных данных Новиковский сельсовет